# فیزیک پلاسما
فیزیک پلاسما از شاخه‌های فیزیک است که به بررسی یکی از اشکال وجود ماده یعنی پلاسما می‌پردازد. در فیزیک پلاسما دربارهٔ سیستم‌هایی بحث می‌کنیم که از ذرّات باردار مثبت و منفی تشکیل شده‌اند و می‌توانند آزادانه حرکت کنند.
ذرّات باردار در یک پلاسما نه تنها با میدان الکترومغناطیسی موضعی برهم‌کنش می‌کنند بلکه حرکت این بارها می‌تواند میدان‌های الکتریکی و مغناطیسی ایجاد کند. از آنجا که بخش بزرگی از جرم قابل مشاهدهٔ عالم، ستارگان با دماهای بسیار زیاد هستند، امکان وجود ماده به صورت‌های جامد و مایع در این اجرام منتفی است. از سوی دیگر گاز نیز، به دلیل این حرارت بسیار زیاد، تبدیل به یک توده یونیزه شده و به صورت مخلوطی از یون‌های مثبت (هسته اتم‌ها) یون‌های منفی (الکترون‌ها) و ذرات خنثی در می‌آید.
در این توده، به دلیل وجود نیروهای الکتریکی که بسیار قوی تر از نیروی گرانشی است ذرات بر روی هم تأثیر زیادی می‌گذارند. به‌طوری‌که حرکت بخشی از این توده، باعث تغییر در وضعیت حرکت و انرژیِ بخش‌های دیگر می‌شود که به این پدیده، اثر جمعی گفته شده، و هر گاه گاز به شدت یونیزه شده دارای این خاصیت باشد، پلاسما نامیده می‌شود و این بدین معنی است که بخش غالب ماده قابل مشاهده جهان، پلاسما است.
جالب این است که پلاسما ممکن است در عین حال دارای چندین دماباشد که این حالت با توجه به اینکه میزان برخوردبین خود یونها یا خود الکترونها از
میزان برخوردهای بین یک یون و یک الکترون بیشتراست می‌تواند پیش بیاید.
چند مورد از پلاسما که ما روزانه باآن سروکار داریم عبارت است از:
جرقه رعدوبرق، تابش ملایم شفق قطبی، گاز هادی داخل یک لامپ فلورسنت، چراغ نئون و یونش مختصری که در گازهای خروجی موشک دیده می‌شود.
پلاسما، امروزه نقش مهمی در توسعهٔ منابع انرژی، از راه همجوشی هسته‌ای یافته‌است.